# Hermann von Bönninghausen
Hermann von Bönninghausen, Spitzname Ajax, (* 24. Juli 1888 in Bocholt; † 26. Januar 1919 in Düsseldorf) war ein deutscher Leichtathlet und Teilnehmer an den Olympischen Spielen 1908 in London und 1912 in Stockholm.
Hermann von Bönninghausen wurde als Sohn des Sanitätsrats August Joseph von Bönninghausen im westfälischen Bocholt geboren und kam schon früh beim heimischen BFC 1900 zum Sport. Als Fußballspieler und Leichtathlet war er in späteren Jahren auch noch für die Vereine Preußen Duisburg und Turnverein München 1860 aktiv. Im Jahre 1907 stellte Hermann von Bönninghausen mit 6,56 m einen neuen deutschen Rekord im Weitsprung auf, den er noch im gleichen Jahr auf 6,80 m verbessern konnte. Über 110 Meter Hürden lief er 1911 in 16,4 s ebenfalls deutschen Rekord. Bei den Olympischen Spielen 1908 startete von Bönninghausen im Sprintwettbewerb über 100 Meter sowie im Weitsprung, 1912 in Stockholm in den Disziplinen Weitsprung, Dreisprung und 110-Meter-Hürdenlauf.
Hermann von Bönninghausen starb im Alter von 30 Jahren an den Folgen einer Verletzung, eines Schusses ins Gesicht, die er sich im Ersten Weltkrieg zugezogen hatte.